# Geleenbeek
Le Geleenbeek est une rivière du Limbourg néerlandais, affluent de la Meuse à Stevensweert.